# Medborgardialog
Medborgardialog är olika former för kontakt mellan framför allt regionala och kommunala politiker och dess kommunmedborgare kring inriktning och prioritering av den verksamhet som styrs av offentliga aktörer och institutioner. Dessa politiska deltagandeformer är ett komplement till de formellt etablerade demokratiska praktikerna, såsom allmänna val och partiengagemang. 
Liknande dialoger har alltid funnits, men har under 2000-talet tydliggjorts under beteckningen "medborgardialog". Den sker på många olika sätt, och syftar till utbyta åsikter och förbereda hållbara politiska beslut. 
I Sverige arbetar Sveriges kommuner och landsting, SKL,r med att ge stöd till sina medlemmar i arbetet med att utveckla medborgardialog, som ska integreras som en del i styrning och verksamhetsutveckling med syfte att skapa ett hållbart samhälle och att förebygga och hantera komplexa samhällsfrågor 2015–2018".
Förutom olika form av medborgardialog finns i vissa kommuner de mer formella medborgarförslag och folkinitiativ.